# Гороховский, Юрий Николаевич
Юрий Николаевич Гороховский (1907 — 1973) — советский учёный физико-химик, специалист в области научной и прикладной фотографии.

## Биография
Родился 16 (29 декабря) 1907 года в Санкт-Петербурге в семье банковского служащего Николая Григорьевича Гороховского. После окончания в 1924 году ленинградской средней школы учился в Одессе в Высшем техникуме прикладной химии. В 1926—1930 годах студент химического факультета ЛГУ, специальность — физическая химия. С 1929 года начал работать в ГОИ, в Фотографическом секторе, возглавляемом профессором Т. П. Кравцем. Первые работы посвящены изучению свойств желатина применительно к проблеме улучшения качества фотографических плёнок и бумаг, в частности, уменьшения так называемой «депрессии» — распространённой формы брака в фотографическом производстве.
В 1932 году в качестве учёного секретаря участвовал в Первой Всесоюзной конференции по научной фотографии. В 1936 году стал членом Постоянной сенситометрической комиссии Главного управления кинематографии. Принимал активное участие в создании нового метода исследования фотографического процесса — энергетической спектральной сенситометрии. Занимался изучением эффекта Гершеля. В 1938 году за работы по коллоидной и фотографической химии Ю. Н. Гороховскому учёным советом МГУ присуждена без защиты диссертации степень кандидата химических наук.
В 1939 году за работу по спектральной сенситометрии получил премию ЦК ВЛКСМ и АН СССР. Результаты сенситометрических исследований в ГОИ предвоенных лет Ю. Н. Гороховский подвёл в обзоре.
Во время Великой Отечественной войны разрабатывал методы обработки специальных фотоматериалов, применяемых в фоторазведке, технические средства и стандарты измерения их свойств. В 1943 году защитил докторскую диссертацию на тему «Спектральное исследование фотографических слоёв». Официальными оппонентами выступали профессор К. В. Чибисов, академики А. Н. Теренин и С. И. Вавилов. В 1945 году организовал во ВНИИМ имени Д. И. Менделеева сенситометрическую лабораторию.
В 1950-х годах совместно с сотрудниками продолжал работы по сенситометрии, разрабатывал критерии оценки общей светочувствительности и фотографической широты многослойных цветных фотоматериалов. Практически все разработанные под его руководством методы количественной оценки качества фотоматериалов были оформлены Государственными стандартами и внедрены в производство. Разрабатывал методы измерения зернистости и разрешающей способности фотоматериалов, физической резкости чёрно-белых и цветных фотографических изображений.
В 1964 году назначен начальником лаборатории отдела научной фотографии ГОИ. Разрабатывал методы и приборы для экспонометрии, изучал первоначальные скрытые стадии фотографического проявления. В связи с 50-летием ГОИ в 1968 году обобщил результаты деятельности института в области научной фотографии и фотокинотехники за 50 лет.
С 1938 года доцент кафедры фотографической химии в ЛИКИ. В 1945 году создал в ЛИКИ и в течение 25 лет возглавлял кафедру фотографии и технологии обработки светочувствительных материалов.
Председатель Ленинградского отделения Комиссии по химико-фотографическим процессам АН СССР, организованной в 1948 году для координации научных работ академических и отраслевых институтов.
Был членом редакционных коллегий выходивших с 1951 года сборников «Успехи научной фотографии» (до 1970) и с 1956 по 1972 год «Журнала научной и прикладной фотографии и кинематографии». Более 60 статей написаны им для БСЭ 2-го издания (1951—1958) и 3-го издания (1970—1974) и для Физического энциклопедического словаря (1960—1966). Всего Ю. Н. Гороховский опубликовал свыше 150 научных статей, 4 монографии, сделал 20 изобретений.
Скоропостижно скончался 2 января 1973 года. Похоронен в Ленинграде на Серафимовском кладбище.
В 1989 году в здании ЛИКИ установлена мемориальная доска в память о работе здесь Юрия Николаевича Гороховского (арх. Линцбах Е. П. Мрамор).

## Основные труды
- Гороховский Ю. Н., Бартенева О. Д. Атлас спектральных свойств современных фотографических материалов. — Л.: ГОИ, 1941. — 88 с.
- Гороховский Ю. Н. Методы фотографической сенситометрии. — М.: Госкиноиздат, 1948. — 128 с. — 3000 экз.
- Гороховский Ю. Н. Свойства фотографических материалов на прозрачной подложке. Сенситометрический справочник. — М.: Гостехиздат, 1955. — 236 с. — 10 000 экз.
- Гороховский Ю. Н. Спектральное исследование фотографического процесса. — М.: Физматгиз, 1960. — 391 с. — 5000 экз.
- Гороховский Ю. Н., Левенберг Т. М. Общая сенситометрия: теория и практика. — М.: Искусство, 1963. — 302 с. — 2500 экз.
- Гороховский Ю. Н., Баранова В. П. Свойства черно-белых фотографических пленок. — М.: «Наука», 1970. — 388 с. — 20 000 экз.

Могила Гороховского на Серафимовском кладбище Санкт-Петербурга.

## Награды и премии
- Сталинская премия второй степени (1946) — за разработку новой системы и приборов для определения чувствительности фотоэмульсий;
- орден Трудового Красного Знамени (1952);
- медали.